# Фесун Никанор Артемович
Фесун Никанор Артемович (нар. 10 листопада 1941, с. Решнівка, Хмельницька область) — український політик і господарник.

## Біографія
Народився 10.11.1941 (с. Решнівка, Старокостянтинівський район, Хмельницька область); українець; батько Артем Каленикович (1915—1992) і мати Марта Іванівна (1918—1998) — колгоспники; дружина Раїса Родіонівна (1949) — бібліотекар, економіст центру зайнятості; син Василь (1969) — військовослужбовець; син Сергій (1973) — аспірант.
Освіта: Українська сільськогосподарська академія, економічний факультет (1963—1968), вчений агроном-економіст.
- 03.1968-11.1969 — головний економіст колгоспу імені Радянської армії, село Решнівка.
- 11.1969-10.1970 — заступник голови колгоспу імені Володарського, село Старий Остропіль Старокостянтинівського району.
- 10.1970-11.1975 — голова колгоспу імені Островського, село Зеленці Старокостянтинівського району.
- 11.1975-12.1978 — голова колгоспу імені Дзержинського, село Пеньки Старокостянтинівського району.
- 12.1978-06.1985 — секретар Старокостянтинівського райкому КПУ.
- 06.1985-07.1987 — начальник Старокостянтинівське управління сільського господарства.
- 07.1987-04.1990 — перший заступник начальника Хмельницького обласного управління сільського господарства.
- 04.1990-09.1991 — перший секретар Старокостянтинівського райкому КПУ.
- 10.1991-04.1998 — начальник Старокостянтинівське управління сільського господарства.

Народний депутат України 12 скликання з 04.1990 (2-й тур) до 04.1994, Старокостянтинівський виборчий округ № 413, Хмельницька область. Член Комісії з питань планування, бюджету, фінансів і цін. Групи «Аграрники», «Рада». На час виборів: Старокостянтинівський райком КПУ, перший секретар.
Член КПРС (1967—1991).
Орден «Знак Пошани».
Помер.

## Джерело
- Довідка [Архівовано 4 березня 2016 у Wayback Machine.]